# Liste der Kulturdenkmale in Deutsch Ossig
In der Liste der Kulturdenkmale in Deutsch Ossig sind sämtliche Kulturdenkmale der zu Görlitz gehörenden Wüstung Deutsch Ossig verzeichnet, die bis September 2024 vom Landesamt für Denkmalpflege Sachsen erfasst wurden (ohne archäologische Kulturdenkmale). Die Anmerkungen sind zu beachten.
Diese Liste ist eine Teilliste der Liste der Kulturdenkmale in Görlitz.

## Liste der Kulturdenkmale in Deutsch Ossig
| Bild                                    | Bezeichnung | Lage                                                    | Datierung                                                     | Beschreibung | ID       |
| --------------------------------------- | --- | ------------------------------------------------------- | ------------------------------------------------------------- | --- | -------- |
|                                         | Pfarrhof mit Pfarrhaus und Scheune | Strandpromenade 61 (ehemals Zittauer Straße 61) (Karte) | Um 1800                                                       | Baugeschichtlich, wirtschaftsgeschichtlich und ortsgeschichtlich von Bedeutung; Stallgebäude bereits ohne Dachstuhl | 09277289 |
|                                         | Vierseithof mit Herrenhaus, Gesindehaus, Scheune, Stall und Lagerhaus, dazu zwei Baumreihen und ein Solitärbaum (Mittelhof; Gut Mitteldeutschossig) | Strandpromenade 63 (ehemals Zittauer Straße 63) (Karte) | Um 1800                                                       | Baugeschichtlich und wirtschaftsgeschichtlich von Bedeutung; größtes vollständig erhaltenes Gut. Beschreibung des Gartendenkmals: - Gehölze: Baumreihe (4 Linden) im Süden außerhalb des Wirtschaftshofes an der Zittauer Straße, Solitärbaum (Linde) am Hofzugang an der Zittauer Straße, Baumreihe von vier Bäumen (Ulme, Eiche, Ulme, Eiche) im Norden außerhalb des Wirtschaftshofes | 09277290 |
| Weitere Bilder                          | Kastanienhof; Bauernhof mit dem verbliebenen Wohnhaus und einem Seitengebäude                                                                       | Strandpromenade 71 (ehemals Zittauer Straße 71) (Karte) | 2. Hälfte 19. Jahrhundert                                     | Baugeschichtlich und wirtschaftsgeschichtlich von Bedeutung | 09277319 |
|                                         | Gut mit Herrenhaus, Stallanlagen und Scheune mit tonnengewölbtem Keller und Resten der Einfriedung (Oberhof; Gut Oberdeutschossig)                  | Strandpromenade 72 (ehemals Zittauer Straße 72) (Karte) | 19. Jahrhundert (Rittergutsbestandteil); um 1870 (Herrenhaus) | Scheune mit tonnengewölbtem Keller, baugeschichtlich und ortsgeschichtlich von Bedeutung; Scheune in Hofmitte steht nicht unter Schutz, ein Stall- oder Scheunengebäude befand sich längs der Straße Beschreibung des Gartendenkmals: - Einfriedung: zwei verputzte Torpfeiler aus Ziegelmauerwerk ohne Abdeckung im Norden des Herrenhauses                                             | 09277292 |
| Direkt Bild zu diesem Denkmal hochladen | Wohnhaus | Straße der Freundschaft 6 (Karte)                       | 1. Hälfte 19. Jahrhundert                                     | Obergeschoss Fachwerk, Einhaus, um 1930 Guttemplerverein, baugeschichtlich von Bedeutung | 09277305 |

## Tabellenlegende
- Bild: Bild des Kulturdenkmals, ggf. zusätzlich mit einem Link zu weiteren Fotos des Kulturdenkmals im Medienarchiv Wikimedia Commons. Wenn man auf das Kamerasymbol klickt, können Fotos zu Kulturdenkmalen aus dieser Liste hochgeladen werden:
- Bezeichnung: Denkmalgeschützte Objekte und ggf. Bauwerksname des Kulturdenkmals
- Lage: Straßenname und Hausnummer oder Flurstücknummer des Kulturdenkmals. Die Grundsortierung der Liste erfolgt nach dieser Adresse. Der Link (Karte) führt zu verschiedenen Kartendiensten mit der Position des Kulturdenkmals. Fehlt dieser Link, wurden die Koordinaten noch nicht eingetragen. Sind diese bekannt, können sie über ein Tool mit einer Kartenansicht einfach nachgetragen werden. In dieser Kartenansicht sind Kulturdenkmale ohne Koordinaten mit einem roten bzw. orangen Marker dargestellt und können durch Verschieben auf die richtige Position in der Karte mit Koordinaten versehen werden. Kulturdenkmale ohne Bild sind an einem blauen bzw. roten Marker erkennbar.
- Datierung: Baubeginn, Fertigstellung, Datum der Erstnennung oder grobe zeitliche Einordnung entsprechend des Eintrags in der sächsischen Denkmaldatenbank
- Beschreibung: Kurzcharakteristik des Kulturdenkmals entsprechend des Eintrags in der sächsischen Denkmaldatenbank, ggf. ergänzt durch die dort nur selten veröffentlichten Erfassungstexte oder zusätzliche Informationen
- ID: Vom Landesamt für Denkmalpflege Sachsen vergebene, das Kulturdenkmal eindeutig identifizierende Objekt-Nummer. Der Link führt zum PDF-Denkmaldokument des Landesamtes für Denkmalpflege Sachsen. Bei ehemaligen Kulturdenkmalen können die Objektnummern unbekannt sein und deshalb fehlen bzw. die Links von aus der Datenbank entfernten Objektnummern ins Leere führen. Ein ggf. vorhandenes Icon  führt zu den Angaben des Kulturdenkmals bei Wikidata.